# Les Yeux bandés (film, 1978)
Pour les articles homonymes, voir Les Yeux bandés.
Pour plus de détails, voir Fiche technique et Distribution.
Les Yeux bandés (Los ojos vendados) est un film espagnol réalisé par Carlos Saura, sorti en 1978.

## Fiche technique
- Titre original : Los ojos vendados
- Titre français : Les Yeux bandés
- Réalisation : Carlos Saura
- Scénario : Carlos Saura
- Décors : Antonio Belizón
- Costumes : Maiki Marín
- Photographie : Teo Escamilla
- Son : Antonio Illán, Bernardo Menz, Miguel Ángel Polo
- Montage : Pablo G. del Amo
- Production : Elías Querejeta
- Production associée : Tony Molière, Claude Pierson
- Société de production :  Elías Querejeta Producciones Cinematográficas,  Les Films Molière
- Pays d’origine :  Espagne,  France
- Langue originale : espagnol
- Format : couleur (Eastmancolor) — 35 mm — son Mono
- Genre : drame
- Durée : 110 minutes
- Dates de sortie : 
  - Espagne : 18 mai 1978
  - France : 28 juin 1978

## Distribution
- Geraldine Chaplin : Emilia
- José Luis Gómez : Luis
- Xabier Elorriaga : Manuel
- Lola Cardona : la tante
- André Falcon : l'avocat
- Manuel Guitián : l'oncle
- Verónica Forqué : une élève
- Juan Ramón Sánchez : un élève